# Косано Белбо
Косано Белбо (итал. Cossano Belbo) је насеље у Италији у округу Кунео, региону Пијемонт.
Према процени из 2011. у насељу је живело 323 становника. Насеље се налази на надморској висини од 246 м.

## Становништво
| 1936. | 1951. | 1961. | 1971. | 1981. | 1991. | 2001. | 2011. |
| ----- | ----- | ----- | ----- | ----- | ----- | ----- | ----- |
| 2.343 | 1.966 | 1.546 | 1.881 | 1.255 | 1.145 | 1.071 | 1.030 |